# Сарна, Йегуда
Раввин Йегуда Сарна (ивр. יהודה סרנה‎) — исполнительный директор Центра еврейской студенческой жизни имени Бронфмана в Нью-Йоркском университете, университетский капеллан и адъюнкт-доцент кафедры государственного управления в Высшей школы Государственной службы им. Роберта Ф. Вагнера. В 2019 становится первым главным раввином еврейского совета ОАЭ.

## Биография

### Образование
С 1995 по 1997 посещал Иешиву «Хар Эцион», до получения степени бакалавра в области английской литературы и иудаики в колледже Иешива, став выпускником Семинарии имени рабби Ицхака Элханана.
С момента прибытия в Нью-Йорк в 2002 году учредил еврейскую учебную стипендию (JLF) - интенсивный курс иудаики для студентов не посещавших йешиву.

### Карьера
С момента прибытия в Нью-Йорк в 2002 году учредил еврейскую учебную стипендию (JLF) - интенсивный курс иудаики для студентов не посещавших йешиву. Вёл работу над укреплением межконфессиональных отношений в кампусе Нью-Йоркского университета и работал над объединением различных сект иудаизма в Нью-Йоркском университете.

### Главный раввин ОАЭ
Йегуда Сарна был представлен в качестве первого в истории ОАЭ раввина 14 мая 2019 года, в рамках мероприятия организованного Антидиффамационной лигой и посольством ОАЭ по межконфессиональной толерантности.